# Поверхня потенціальної енергії

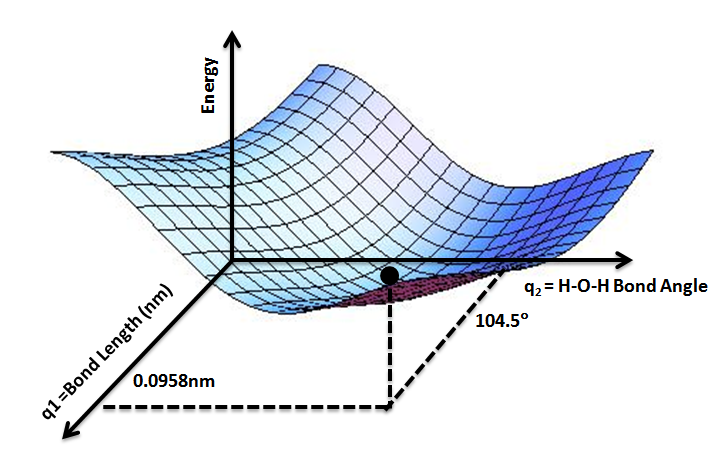
Поверхня потенціальної енергії для молекули води. Показано мінімум енергії, відповідної оптимізованій молекулярній структурі для довжини O-H зв'язків 0.0958nm і кута у елементі зв'язку H-O-H 104,5 °

Поверхня потенціальної енергії — теоретична модель, яка часто використовується у квантовій механиці у рамках наближення Борна-Оппенгеймера для моделювання простих хімічних перетворень (реакцій). Зміна енергії в результаті перетворення зображається у вигляді поверхні у багатовимірному просторі. При цьому один вимір використовується для власне відображення потенціальної енергії, а решта вимірів — для опису змін координат частинок, що реагують між собою. Найбільш ймовірний механізм реакції здійснюється як пересування по найнижчому шляху на поверхні потенціальної енергії.